# Jan-Olof Wallgren
Jan-Olof Wallgren  (* 4. Dezember 1947 in Sölvesborg) ist ein ehemaliger schwedischer Fußballspieler. Der Abwehrspieler lief in 173 Spielen in der Allsvenskan auf und erzielte dabei 13 Tore. Zwischen dem 12. April 1970 und dem 15. August 1976 verpasste er kein Spiel und stand somit in 159 aufeinanderfolgenden Spielen in der Startelf.

## Laufbahn
Wallgren begann mit dem Fußballspielen bei Sölvesborgs GoIF. Von dort wechselte er zu Örebro SK. Am 5. Oktober 1969 kam er bei der 1:3-Niederlage gegen IF Elfsborg zu seinem Debüt in der Allsvenskan. In der folgenden Spielzeit etablierte er sich in der Stammelf und verpasste in den nächsten vier Spielzeiten keine Spielminute. 
Nach der Spielzeit 1973 verließ Wallgren ÖSK und ging zum Ligarivalen AIK, da er sich an der Gymnastik- och idrottshögskolan in Stockholm zum Sportlehrer ausbilden ließ. Auch bei seinem neuen Klub war er auf Anhieb Stammspieler und setzte seine Serie als Spieler in der Startelf fort. Erst in seinem dritten Jahr bei AIK gehörte er am 19. August 1976 bei der 1:3-Auswärtsniederlage bei IFK Norrköping, da er Fieber hatte, nicht zum Kader. Im selben Jahr holte er mit dem Svenska Cupen den einzigen Titel seiner Karriere.
Nach Abschluss seiner Ausbildung verließ Wallgren AIK in Richtung Karlskrona AIF, kehrte aber im Herbst noch einmal kurzzeitig nach Solna zurück und bestritt drei weitere Erstligapartien für den Verein. Nach der Stippvisite lief er wieder für Karlskrona AIF auf, ehe er später bei Lyckeby GoIF seine Karriere ausklingen ließ.